# Wot No Colin?
Wot No Colin? is een livealbum van Under the Dome. Het bevat opnamen van een  drietal concerten. De titel van het album verwijst naar het feit dat Colin Anderson, deel van Under the Dome, tijdens deze concerten afwezig was. Grant Middleton, de andere helft van Under the Dome, werd bijgestaan door andere musici uit de elektronische muziek. Het album is inmiddels niet meer te koop; wel kan men het downloaden of bij een gespecialiseerd bedrijf een cd-r laten branden van het album.

## Musici
- Grant Middleton, Steven Jenkins, Paul Nagle  – toetsinstrumenten
- Andy Bloyce – gitaar (aangeduid als plank of wood)
- Colin Anderson – absolutely nothing

## Tracklist
| Nr. | Titel                                             | Duur |
| --- | ------------------------------------------------- | ---- |
| 1.  | Launch (National Space Center, Leeds 31 mei 2003) |      |
| 2.  | Return (idem)                                     |      |
| 3.  | FV-T (Hampshire Jam Festival, 9 november 2002)    |      |
| 4.  | Evert Horizon (idem)                              |      |
| 5.  | C-57D (idem)                                      |      |
| 6.  | Dream Sequence (idem)                             |      |
| 7.  | Watch the Skies (National Space Center)           |      |
| 8.  | The Aeon’s Day (HJF)                              |      |
| 9.  | The Long Rain (NSC)                               |      |
| 10. | The Bridge (HJF)                                  |      |
| 11. | Hell (NSC)                                        |      |
| 12. | Solar Garvity (mix)                               |      |